# 拉哈斯阿登特羅
拉哈斯阿登特羅（西班牙語：Lajas Adentro），是巴拿馬的城鎮，位於該國西部，由奇里基省的聖費利斯區負責管轄，面積19.6平方公里，2010年人口741，人口密度每平方公里37.8人。